# Heartbreak (groupe)
Pour les articles homonymes, voir Heartbreak.
Heartbreak est un duo de musique électronique britannique, originaire de Londres, composé d'Ali Renault et de Sebastian Muravchix,. Leur style musical trouve sa force dans la juxtaposition des expériences respectives de Renault et Muravchix dans l'electro et l'Italo disco.

## Histoire
Le premier album de Heartbreak, Lies, sort le 29 septembre 2008 sur le label londonien Lex Records.  L'album reçoit des critiques majoritairement positives et est classé à la 50e place du Top 50 Albums de 2008 du NME.
Heartbreak participe au Samsung NME Radar Tour 2009 aux côtés de La Roux, Magistrates et The Chapman Family. En l'honneur de cette participation, Heartbreak compile une mixtape gratuite disponible en téléchargement. La mixtape comprenait les Horrors, Deux et Lucy Montenegro, et pouvait être écoutée en ligne.